# سيمون غوستافسون (متسابق دراجات نارية)
سيمون غوستافسون (بالسويدية: Simon Gustafsson)‏ هو متسابق دراجات نارية سويدي، ولد في 25 مايو 1990 في Sköllersta ‏ في السويد.